# Sfollamento di Viareggio
Lo sfollamento di Viareggio avvenne durante la Seconda guerra mondiale in conseguenza dei pesanti bombardamenti subiti da parte delle forze Alleate, che distrussero gran parte della città e che costrinsero appunto i cittadini a cercare rifugio altrove.

## Il pericolo
Come in quasi tutte le regioni d'Italia occupate dai Tedeschi dopo l'8 settembre 1943, anche a Viareggio si avvertiva  il pericolo: già  il 4 luglio 1943 un bimotore da ricognizione tedesco sganciò, forse per uno sbaglio di manovra, una bomba che esplose in mare a pochi metri dal molo di Viareggio e il 17 ottobre 1943, durante delle esercitazioni di tiro effettuate dalle truppe tedesche in mare aperto, furono uccisi 4 viareggini perché un proiettile cadde accidentalmente sull'arenile in prossimità di Piazza Mazzini, luogo di incontro molto frequentato.
Nel settembre 1943, e nei mesi a seguire, furono realizzati, in vari punti della città, metri e metri lineari di trincee paraschegge per permettere alla popolazione, in caso di incursione aerea, di trovare un adatto rifugio.

## Sfollamento
Il 28 ottobre 1943 fu emanato l'ordine dal comando tedesco di sgombero totale della zona a mare fra il molo e la Fossa dell'Abate, al confine con Lido di Camaiore, entro il 10 novembre.

Il primo bombardamento si verificò il 1 novembre 1943 alle ore 19,30. L'obiettivo principale del raid aereo era la linea ferroviaria, che però in questo primo bombardamento non fu colpita.
Viareggio fu così inserita nell'elenco delle città che attuarono lo sfollamento della popolazione civile.

Il 14 novembre 1943, la città fu dichiarata "zona di operazioni militari" dal comando tedesco. Nella stessa notte si verificò un bombardamento nei pressi della stazione ferroviaria che non recò danni a persone e abitazioni.

Il 17 aprile 1944 fu emanato l'ordine di evacuazione della città dal comando tedesco per tutti coloro che si trovavano tra il mare e la via Giacomo Puccini, così che i militari tedeschi potessero muoversi liberamente sul territorio senza prestare attenzioni ai civili e per facilitare i lavori di fortificazione della costa, in vista dell'arrivo degli Alleati.
L'evacuazione interessò circa 9000 persone.
Il territorio di Viareggio interessato dal provvedimento di evacuazione fu diviso in tredici "zone", stabilendo per gli abitanti di ciascuna "zona" una sistemazione in altri comuni della provincia di Lucca (Castelnuovo Garfagnana, Altopascio, Fornaci di Barga, Bagni di Lucca, Porcari, Borgo a Mozzano, Barga, Piaggione, Villette San Romano).
Rimasero nella città tutti gli abitanti delle zone a monte della via Puccini e di una "zona bianca", delimitata dalle vie N. Sauro, A.Fratti, Aurelia e Fossa dell'Abate, le autorità civili e militari, gli stabilimenti di interesse nazionale e tutti i servizi strettamente indispensabili.

A partire dal 12 maggio 1944 le incursioni aeree si fecero sempre più frequenti e sempre più pesanti con una cadenza quasi giornaliera; obiettivi principali dei bombardamenti erano: la stazione ferroviaria; il cavalcavia; il porto e le fabbriche.
Viareggio subì oltre 65 azioni, tra bombardamenti e cannoneggiamenti solo fino al 29 luglio, data in cui cessano le annotazioni cronologiche dei bombardamenti, anche se questi continuarono.

## Liberazione e danni
L'11 settembre 1944 le truppe alleate raggiunsero la periferia della città e il 16 settembre 1944 venne interamente occupata e liberata dagli Alleati. Dal 4 ottobre fu autorizzato il rientro della popolazione civile anche se l'allerta restava alta. I bombardamenti su Viareggio proseguirono infatti fino al 7 febbraio 1945.

Viareggio fu riconosciuta "città sinistrata"; aveva riportato i seguenti danni: 870 abitazioni distrutte, 699 abitazioni gravemente danneggiate e non riparabili, 1286 danneggiate, 137 fabbricati danneggiati, una riduzione degli operai di industrie viareggine che passarono da 2500 a 592 unità, 180 morti, 70 invalidi, 150 feriti, 220 vedove, 164 orfani e 250 deportati.